# Foro de la Juventud Unesco
El Foro de la Juventud de la Unesco es un encuentro de jóvenes líderes mundiales que se realiza en París, previamente a la Conferencia General de esta organización internacional, y tiene como fin asesorar y proponer acciones para políticas sobre juventud. 

## Historia
El foro fue creado por la Unesco en 1999 y reconocido como un apéndice permanente de la Conferencia General en 2003. Es, junto con el Foro Mundial de Jóvenes de la ONU, uno de los encuentros más importantes de jóvenes líderes del mundo. Asisten delegados de aproximadamente de 150 países y numerosas ONG. Han participado delegados que luego han tenido importantes desarrollos en sus carreras internacionales, como ser Miguel Carreón de México, Mia Handshin de Australia, Marina Galkina de Rusia, Simo Salmela de Finlandia, Francisco Menin de Argentina, y Sandra Banfi de Uruguay. 

## Dinámica
Los Estados Miembros deben enviar representantes para participar de los debates, que poseen la calidad de delegados diplomáticos. Estos intercambian visiones, experiencias, y detectan preocupaciones y problemas comunes en sesiones de trabajo. Y luego realizan un informe expresando propuestas para la Organización, y se incorpora como documento de trabajo previo de la Conferencia General. 
La Organización toma seriamente el informe y desarrolla las actividades propuestas en él. Un ejemplo es el desarrollo de Foros de Juventud regionales, propuestos en el informe del año 2005. 

## Los temas abordados han sido
- 2001 – Erradicación de la Pobreza.
- 2003 – Unesco y Juventud: un mutuo compromiso.
- 2005 - Juventud y Diálogo de Civilizaciones, Culturas y Pueblos – Ideas para la acción en educación, las ciencias, la cultura y la comunicación.
- 2007 – Educación y desarrollo económico y La contribución de la ciencia y la tecnología en el desarrollo sustentable.